# 深津郡
深津郡（日语：／ Fukatsu gun */?）是過去屬於備後國的郡。已於1898年10月1日與安那郡合併為深安郡。過去的轄區現已全數被併入福山市。

## 歷史

### 年表
- 1889年4月1日：實施町村制，深津郡下轄：福山町、市村、大津野村、春日村、上岩成村、川口村、木之庄村、下岩成村、千田村、坪生村、手城村、中津原村、奈良津村、野上村、引野村、深津村、本庄村、三吉村、森脇村、吉津村。（1町19村）
- 1898年10月1日：安那郡與深津郡合併為深安郡。